# Sesbania sesban
Sesbania sesban, el añil francés, es una especie de planta de la familia Fabaceae. La especie posee una amplia distribución y se cultiva en regiones tropicales semiáridas y subhúmedas. Crece en bancos de arroyos y bordes de pantanos, desde el nivel del mar hasta una altitud de 2300 m.

## Descripción
Es un árbol leguminoso perenne de rápido crecimiento, que alcanza una altura de hasta 8 m. Tiene un sistema radicular superficial y sus tallos pueden alcanzar 12 cm de diámetro. Las hojas son pinnadas con 6 a 27 pares de folíolos. Los foliolos son oblongos lineales, 26 mm de largo x 5 mm de ancho. Las inflorescencias son racimos de 30 cm de largo que llevan de 2 a 20 flores amarillas con vetas púrpuras o marrones. Las frutas son vainas lineares o ligeramente curvadas de hasta 30 cm de largo. Las vainas contienen de 10 a 50 semillas.

## Usos
Se le usa como forraje (pasto o corte y acarreo) y como abono verde. Proporciona leña y fibra de buena calidad para el cordaje. Las hojas, las flores y las semillas son comestibles (las semillas como alimento para paliar el hambre). En Nigeria, un preparado de las hojas se usa con fines etno-veterinarios por los hausas, quienes lavan animales con ellos para evitar las picaduras de las moscas tsetsé.
Sesbania sesban es un árbol que fija el nitrógeno al suelo y se puede utilizar para rehabilitar suelos degradados.